# Good Shoes
Good Shoes est un groupe d'indie pop britannique, originaire de Morden, au sud de Londres, en Angleterre. Le groupe est caractérisé par leur technique de guitare pop ciselée que l'on retrouve sur leurs cinq singles. Ils ont souvent été comparés aux Futureheads ou encore aux Buzzcocks.

## Biographie

### Débuts
Les Good Shoes sont constituées de Rhys Jones (chanteur) et de Steve Leach (guitariste), ils qui ont souvent écrit et joué de la musique ensemble comme un passe-temps. Rhys et Steve sont apparus en duo sous le nom de Good Shoes pour un concert de charité d'amis (Tom-Fest) à Kingston upon Thames dans un lieu appelé « The Peel » début janvier 2004. Par la suite, ils ont décidé d'officialiser leur hobby comme un groupe à part entière, Rhys demande donc à son frère Tom et puis plus tard à Joel Cox (qui était un ami de lycée du Raynes Park High School de Steve et Rhys) de venir les rejoindre.
Le groupe commence à rechercher des concerts en janvier 2005. Leur premier concert est organisé par un de leurs amis à la Fitzwilliam College Cambridge University le 1er février. Leur deuxième était une fête secrète sur Eel Pie Island avec les Mystery Jets ; et ensuite ils n'ont pas arrêté les concerts autour de Londres. Ils ont ensuite fait la couverture du Artrocker Magazine qui leur a permis de jouer dans le night club du même nom. C'est à ce concert qu'ils sont recommandés à leur label Brille Records, par un des membres du groupe Fc kahuna, ce qui leur a ouvert la porte du In The City Music festival à Manchester, où ils signent avec leur maison de disques en novembre 2005.
John Kennedy (un DJ londonien de la station de radio Xfm) commence à diffuser le groupe avec leur démo enregistrée dans un hangar, puis une nouvelle démo, enregistrée aux studios méridionaux, qui a commencé à leur donner une reconnaissance grâce aux stations de radio : BBC Radio 1, 6 Music, et d'autres stations de radio traditionnelles, avec Steve Lamacq et Zane Lowe qui passaient leurs chansons.

### Think Before You Speak
L'année 2006 est pour les Good Shoes l'année qui leur permet de percer, avec leur EP We Are Not the Same et leur premier single All In My Head dont la critique acclame, avec des mentions dans le magazine NME et une apparition sur la scène Carling aux festivals de Reading et Leeds qui les mène a leur première apparition TV sur BBC2. Ils font ensuite un concours de 300 fans pour la pochette du single The Photos on My Wall ; ce qui est leur premier single à entrer dans le UK Singles Chart, en 48e position le 6 janvier 2007. Le single suivant, Never Meant to Hurt You est arrivé 34e dans le UK Top 40. Le groupe part à Malmö, en Suède, pour enregistrer leur premier album, Think Before You Speak, avec Per Sunding aux Tambourine Studios. Leur disque est sorti le 26 mars 2007.
En avril et mai 2007, ils tournent en France avec The Rakes et les Kaiser Chiefs. Ils sont demandés pour jouer dans divers clubs, puis partent tourner en Allemagne avec Ash. Le 28 mai 2007, le groupe fait un concert secret et gratuit dans le parc de Morden. Les divers endroits et magasins de leur ville apparaissent dans le clip de leur single Morden, sorti le 11 juin 2007. En été 2007, ils enchainent les festivals en Angleterre (Reading et Leeds), puis en Espagne (Ibiza Rocks) et aussi en Grèce. En octobre 2007, ils partent en tournée avec Maximo Park et Blood Red Shoes en Angleterre, et remplissent le prestigieux Astoria de Londres en novembre, où à cette occasion, ils enregistrent un album live. Au cours de ce même mois, ils rééditent leur premier single sorti fin 2007 Small Town Girl.
En été 2008, Joel Cox quitte le groupe alors qu'ils commencent à écrire leur deuxième album. Il est remplacé par Bob Matthews, puis par William Church (ex-Vincent Vincent and The Villains).

### No Hope, No Future
Le groupe sort en téléchargement libre The Way My Heart Beats le 18 août 2009, un avant-goût de leur nouvel album prévu en 2010. L'album, intitulé No Hope, No Future, est accueilli par une moyenne générale de 60 % par l'agrégateur Metacritic.

## Membres

### Membres actuels
- Rhys Jones - chant, guitare
- Steve Leach - guitare
- William Church - basse
- Tom Jones - batterie

### Anciens membres
- Joel Cox - basse
- Bob Matthews - basse

## Discographie

### Albums studio
- 2007 : Think Before You Speak
- 2007 : Live at the Astoria (édition limitée à 1 000, enregistré à l'Astoria, Londres le 21 novembre 2007)
- 2010 : No Hope, No Future

### Singles
- 2006 : The Photos on My Wall
- 2006 : All In My Head
- 2007 : Small Town Girl (réédition)
- 2007 : Morden
- 2007 : Never Meant to Hurt You
- 2010 : Under Control

### EP
- 2006 : We Are Not the Same